# 마학
마학(馬學)은 말에 관한 것을 연구하는 학문이다.
오늘날 미학의 영단어 히폴로지는 4-H, FFA(Future Farmers of America) 및 많은 말 품종 대회에서 사용되는 말(馬) 수의학 및 관리 지식 대회의 제목이기도 하다. 미학은 말 심사, 필기 시험 및 슬라이드 식별, ID 스테이션 및 팀 문제 해결의 네 단계로 구성된다. 미국과 다른 국가의 많은 청소년들이 매년 미학 경기에서 경쟁하며 "말"에 대한 모든 지식을 보여준다. 대회에서 다루는 항목은 번식, 훈련, 기생충, 마장술, 역사 및 기원, 해부학 및 생리학, 운전 및 마구 사용, 말 산업, 말 관리, 품종, 유전학, 서양 게임, 색상, 유명한 말을 포함한 말의 모든 주제를 다룰 수 있다. 역사, 안장 부품, 비트 유형, 걸음걸이, 경쟁, 유독 식물 및 영양도 포함된다.

## 같이 보기
- 순치 (경주마)